# Zatoka Czauńska
Zatoka Czauńska (ros. Чаунская губа, Czaunskaja guba) – zatoka Morza Wschodniosyberyjskiego u północnych wybrzeży Azji (Czukocki Okręg Autonomiczny, Rosja).
Wcina się na ok. 150 km w głąb lądu, szerokość ok. 100 km; głębokość do 25 m; od północnego zachodu zamknięta wyspą Ajon. Uchodzi do niej wiele rzek mających źródła w otaczających górach (Ilirnejski Kriaż, Góry Czukockie), m.in. rzeka Czaun. U wschodniego wejścia do zatoki leży miasto Pewek.
Przez większą część roku pokryta lodem; występują na niej unikatowe ekosystemy wysp utworzonych przez wodorosty.
Odkryta w 1762 roku przez rosyjskiego kupca, Szałaurowa.